# Doreen Heinze
Doreen Heinze (* 28. Juli 1996 in Berlin) ist eine ehemalige deutsche Bahnradsportlerin.

## Sportliche Laufbahn
2011 wurde Doreen Heinze deutsche Jugendmeisterin im Sprint, im Jahr darauf errang sie gemeinsam mit Angelina Buchan den Junioren-Titel im Teamsprint. Bei den Junioren-Europameisterschaften 2013 gewann sie drei Medaillen, jeweils Silber im  500-Meter-Zeitfahren und mit Lisa Klein im Teamsprint sowie Bronze im Sprint. Im Jahre darauf wurde sie mit Emma Hinze in neuer deutscher Rekord-Zeit von 34,689 Sekunden Junioren-Europameisterin im Teamsprint. Im Zeitfahren belegte sie Rang zwei und stellte dabei mit 35,803 Sekunden ebenfalls einen neuen deutschen Juniorinnen-Rekord auf.
Bei den Junioren-Bahnweltmeisterschaften rund eine Woche später errangen Heinze und Hinze den Weltmeistertitel im Teamsprint, Heinze zudem Bronze im Keirin. Im Herbst 2014 errang sie in Cottbus bei den deutschen Meisterschaften den Junioren-Titel im Sprint sowie Silber im Zeitfahren und im Keirin. Im Teamsprint der Elite wurde sie gemeinsam mit Kristina Vogel deutsche Meisterin.
Im Frühsommer 2015 stürzte Doreen Heinze, erlitt ein Schädel-Hirn-Trauma und bekam zudem eine Lungenentzündung. Ende des Jahres erklärte sie aus gesundheitlichen Gründen ihren Rücktritt vom Leistungssport.

## Ehrungen
Im November 2014 wurde Doreen Heinze auf dem Deutschen Sportpresseball als „Nachwuchssportlerin des Jahres“ mit dem Pegasos-Preis ausgezeichnet.

## Erfolge
2011
- Deutsche Jugend-Meisterin – Sprint

2012
- Deutsche Junioren-Meisterin – Teamsprint (mit Angelina Buchan)

2013
- Junioren-Europameisterschaft – 500-Meter-Zeitfahren, Teamsprint (mit Lisa Klein)
- Junioren-Europameisterschaft – Sprint

2014
- Junioren-Weltmeisterin – Teamsprint (mit Emma Hinze)
- Junioren-Weltmeisterschaft – Keirin
- Junioren-Europameisterin – Teamsprint (mit Emma Hinze)
- Junioren-Europameisterschaft – 500-Meter-Zeitfahren
- Deutsche Meisterin – Teamsprint (mit Kristina Vogel)
- Deutsche Junioren-Meisterin – Sprint